# Пневмококк
Пневмококк (лат. Streptococcus pneumoniae) — вид бактерий из рода стрептококков (Streptococcus), неподвижный ланцетовидный диплококк длиной 0,5—1,25 мкм. В русскоязычной литературе известен также как диплококк Вейксельбаума и диплококк Френкеля.
Streptococcus pneumoniae — грамположительные, каталазо- и оксидазоотрицательные  бактерии, являющиеся факультативными анаэробами, рост которых усиливается при повышении содержания углекислого газа в атмосфере инкубации до 5—7 %.
Строение клеточной стенки стрептококков типично для грамположительных бактерий. Её основой является пептидогликан со встроенными углеводами, тейхоевыми кислотами, липопротеинами и поверхностными белками. Для пневмококков дополнительно характерно наличие мощной полисахаридной капсулы, которая выполняет защитную функцию, препятствуя опсонизации и последующему фагоцитозу.
Существует по крайней мере 91 различных капсульных типов пневмококков, но большинство (более 90 %) инвазивных заболеваний вызывается 23 сероварами.

## История
Первые исследования природы пневмококка провели сотрудники Рокфеллеровского университета (США) Руфус Коул, Освальд Эвери и Альфонс Доше. В 1917 году они завершили разработку сыворотки от пневмококка.

## Эпидемиология
Пневмококки являются одним из основных возбудителей менингита, среднего отита, синусита, внебольничной пневмонии у детей и взрослых. В более редких случаях пневмококк может вызывать инфекции другой локализации (эндокардит, септический артрит, первичный перитонит, флегмоны и др.).

## Устойчивость к антибиотикам
В последние годы проблема резистентности пневмококков к антимикробным препаратам приобретает всё большую актуальность. Рост резистентности S. pneumoniae отмечен во многих странах.
Так, по данным об устойчивости к β-лактамам, составляющим основу терапии пневмококковых инфекций, в Азии число штаммов пневмококков, резистентных к пенициллину составляет 47 %, в Северной Америке — 46 %, в Южной Америке — 35 %, в Европе — 19 % (по состоянию на 2002 год). В Европе наряду со странами с высоким уровнем устойчивости (Испания — 38 %, Португалия — 18 %) есть государства, где доля пенициллинрезистинтных пневмококков по-прежнему остается низкой (Германия, Исландия и Нидерланды — 2, 2 и 1 % соответственно).
Также в последние десятилетия во всем мире наблюдается тенденция к росту устойчивости пневмококков к макролидам. Препараты данной группы также составляют основу терапии инфекций, вызываемых S. pneumoniae, особенно в педиатрии и при гиперчувствительности к β-лактамам. Так, в США в 1997 году частота резистентности пневмококков составила 14—26 %, во Франции — 45 %, в Испании — 32,6 %, в Бельгии — 31,1 %, в Италии — 24,1 %, в Швеции — 15,8 %, в Азии — до 39 %.

### Данные по антибиотикорезистентности в России
В России наблюдается следующая структура резистентности клинических штаммов пневмококков к антимикробным препаратам (по состоянию на 2002 год).
- β-лактамные антибиотики сохраняют высокую in vitro активность в отношении пневмококков:
- нечувствительность (частота умеренно резистентных и резистентных штаммов) к амоксициллину и амоксициллину/клавуланату составляет 0,5 %,
- к цефотаксиму и цефепиму — 2 %,
- к пенициллину — 9 %.
- Устойчивость к макролидам (эритромицину, азитромицину, кларитромицину, мидекамицину, мидекамицина ацетату, спирамицину) составляет от 2 до 6 %.
- Хлорамфеникол, клиндамицин и рифампицин также сохраняют относительно высокую активность: нечувствительные штаммы составляют 5, 2 и 1 %, соответственно.
- Не выявлено резистентности к левофлоксацину и ванкомицину.
- Самый высокий процент нечувствительных штаммов (27 и 33 % соответственно) отмечен к тетрациклину и ко-тримоксазолу.
- Полирезистентность у пневмококков (устойчивость к 3 и более классам препаратов) встречается в 8 % случаев[5].

## Вакцинопрофилактика
Согласно позиции ВОЗ и Российского респираторного общества «Вакцинация — единственная возможность предотвратить развитие пневмококковой инфекции». Для вакцинации против пневмококковой инфекции с 1983 года успешно применяются полисахаридные поливалентные вакцины, содержащие антигены 23 серотипов, вызывающих до 90 % инвазивных заболеваний пневмококковой этиологии. Вакцинация проводится однократно. Ревакцинация проводится пациентам из групп «очень высокого риска» (например, с аспленией, ВИЧ-инфицированные) однократно не ранее чем через 3—5 лет после вакцинации.

### Эффективность вакцинации
Всемирная организация здравоохранения полагает, что имеющиеся в настоящее время вакцины PCV (pneumococcal conjugate vaccine) безопасны и эффективны, а возрастающее число серотипов, присутствующих в этих вакцинах, по сравнению с первой лицензированной вакциной PCV7, представляет собой значительный прогресс в борьбе с заболеваемостью и смертностью от пневмококковой инфекции в перспективе, особенно в развивающихся странах.
При проведении широкомасштабного полевого исследования в США было установлено, что защитный иммунитет против инвазивной пневмококковой инфекции, обусловленной вакцинными серотипами, составил 97,4 % среди детей, получивших не менее 3 доз вакцины, и 93,9 % среди детей, получивших не менее 1 дозы вакцины. Более того, после введения хотя бы одной дозы вакцины произошло общее снижение заболеваемости инвазивной пневмококковой инфекцией на 89,1 %.
Через 1 год после включения PCV-7 в национальную программу иммунизации в Соединённых Штатах заболеваемость инвазивной пневмококковой инфекцией, обусловленной серотипами пневмококков, используемыми в вакцине, снизилась на 100 % среди привитых детей в возрасте младше 1 года. Через 3 года после внедрения вакцины заболеваемость всеми видами инвазивной пневмококковой инфекцией снизилась на 84,1 % среди детей младше 1 года; на 52 % — среди взрослых в возрасте 20—39 лет и на 27 % — среди лиц старше 60 лет. Кроме того, через 2 года после внедрения вакцины, по данным эпиднадзора, заболеваемость снизилась на 75 % среди детей младше 5 лет. Снижение заболеваемости среди лиц старше 5 лет, не получивших прививку, вероятно, является результатом снижения передачи инфекции от привитых детей более младшего возраста — этот феномен известен как «непрямой» или «коллективный» иммунитет. По оценке, в Соединённых Штатах 68 % предотвращённых случаев инвазивной пневмококковой инфекции объясняется таким косвенным эффектом вакцинации.
Во многих странах плановое использование пневмококковых конъюгированных вакцин резко снизило заболеваемость инвазивной пневмококковой инфекцией, а в некоторых территориях ИПИ, вызванная вакцинными серотипами бактерий, фактически исчезла, даже среди возрастных групп, которые не являлись целевыми для программы иммунизации (эффект коллективного иммунитета).

### Группы риска, подлежащие вакцинированию
В соответствии с международными и российскими рекомендациями, группы риска по заболеваемости пневмококковой инфекцией и, соответственно, показаниями к вакцинации являются:
1. Лица старше 65 лет (в США, Канаде, странах Европы, в том числе Восточной, все лица старше 65-и лет вакцинируются в рамках национальных календарей прививок). Внутри данной группы можно выделить пациентов повышенного риска тяжёлых форм инфекции: пациенты стационаров длительного пребывания (для Московской области госпитали для ветеранов и инвалидов ВОВ) и домов престарелых
2. Лица с хроническими заболеваниями лёгких (хроническая обструктивная болезнь лёгких, эмфизема, бронхоэктатическая болезнь и др.) и бронхиальной астмой
3. Лица с хроническими заболеваниями сердечно-сосудистой системы
4. Лица с неврологическими заболеваниями (нарушения мозгового кровообращения, деменция, судорожные расстройства, сниженный кашлевой рефлекс)
5. Лица с циррозом печени
6. Пациенты с сахарным диабетом
7. Все иммунокомпрометированные пациенты (с анатомической или функциональной аспленией, первичными иммунодефицитами, ВИЧ-инфицированные, пациенты с нефротическим синдромом и почечной недостаточностью)
8. Проживающие в закрытых учреждениях и посещающие детские организованные коллективы (дети в домах ребенка, часто болеющие дети в детских садах)

### Ситуация в России
В России 23-валентная полисахаридная пневмококковая вакцина применяется с 1998 года. В настоящее время использование пневмококковой вакцины одобрено письмом Минздрава РФ (№ 10-8/1447 от 07.08.03 г.) для лиц старше 2-х лет. К настоящему моменту была показана не только клиническая, но экономическая эффективность вакцинации против пневмококковой инфекции: только в Челябинской области однократная вакцинация 23-валентной пневмококковой вакциной пациентов с ХОБЛ позволила снизить затраты по ОМС на предотвращение 1 обострения в год в 2,6 раза.
С 1 января 2014 года пневмококковая вакцина внесена в Национальный календарь профилактических прививок Российской Федерации.